# Diospyros whyteana
Diospyros whyteana là một loài thực vật có hoa trong họ Thị. Loài này được (Hiern) P.White mô tả khoa học đầu tiên năm 1961.

## Hình ảnh

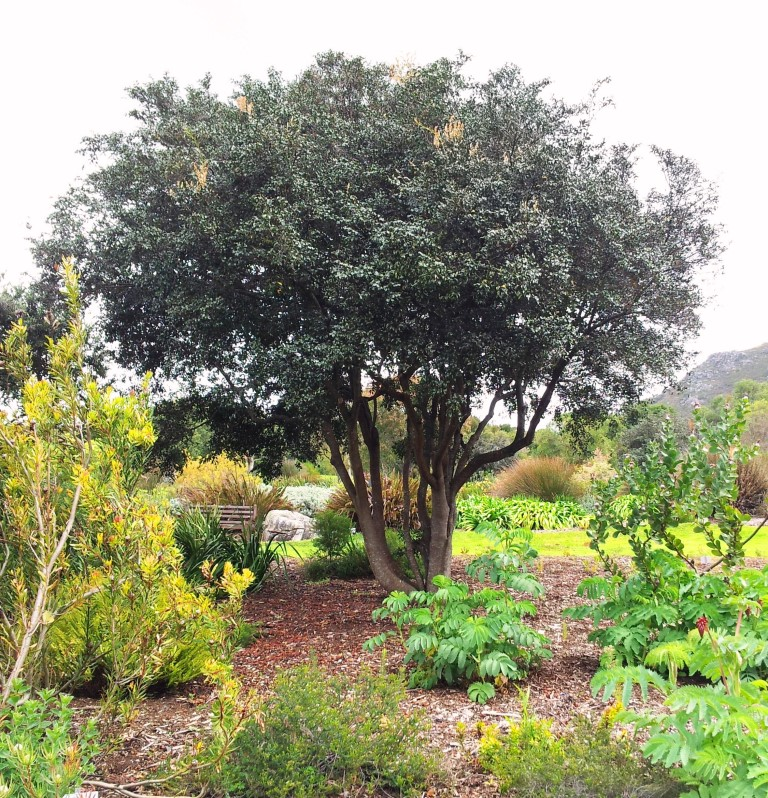
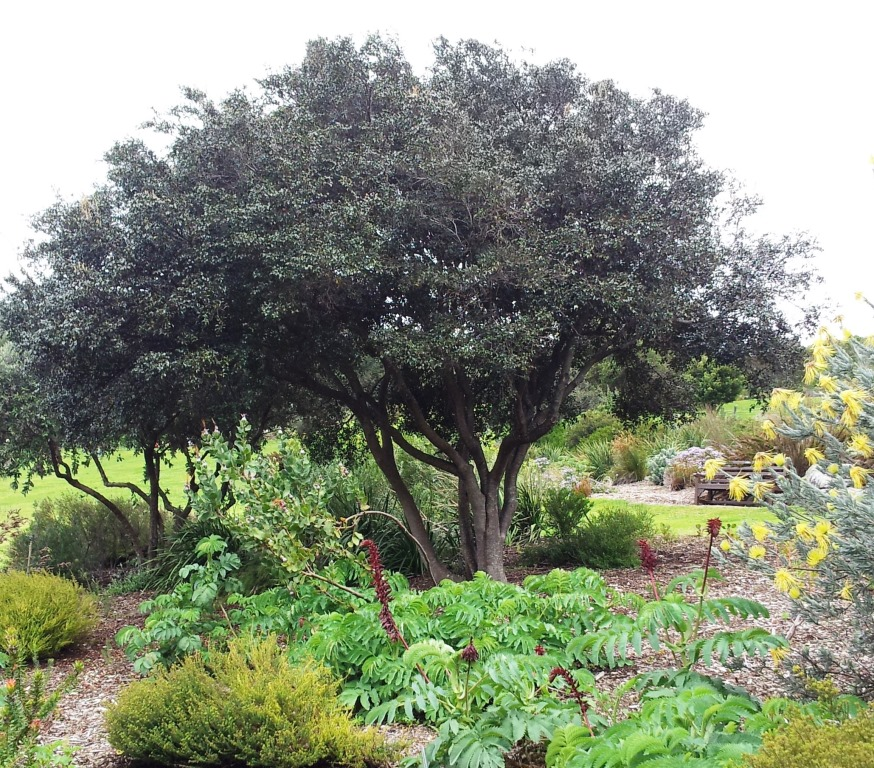
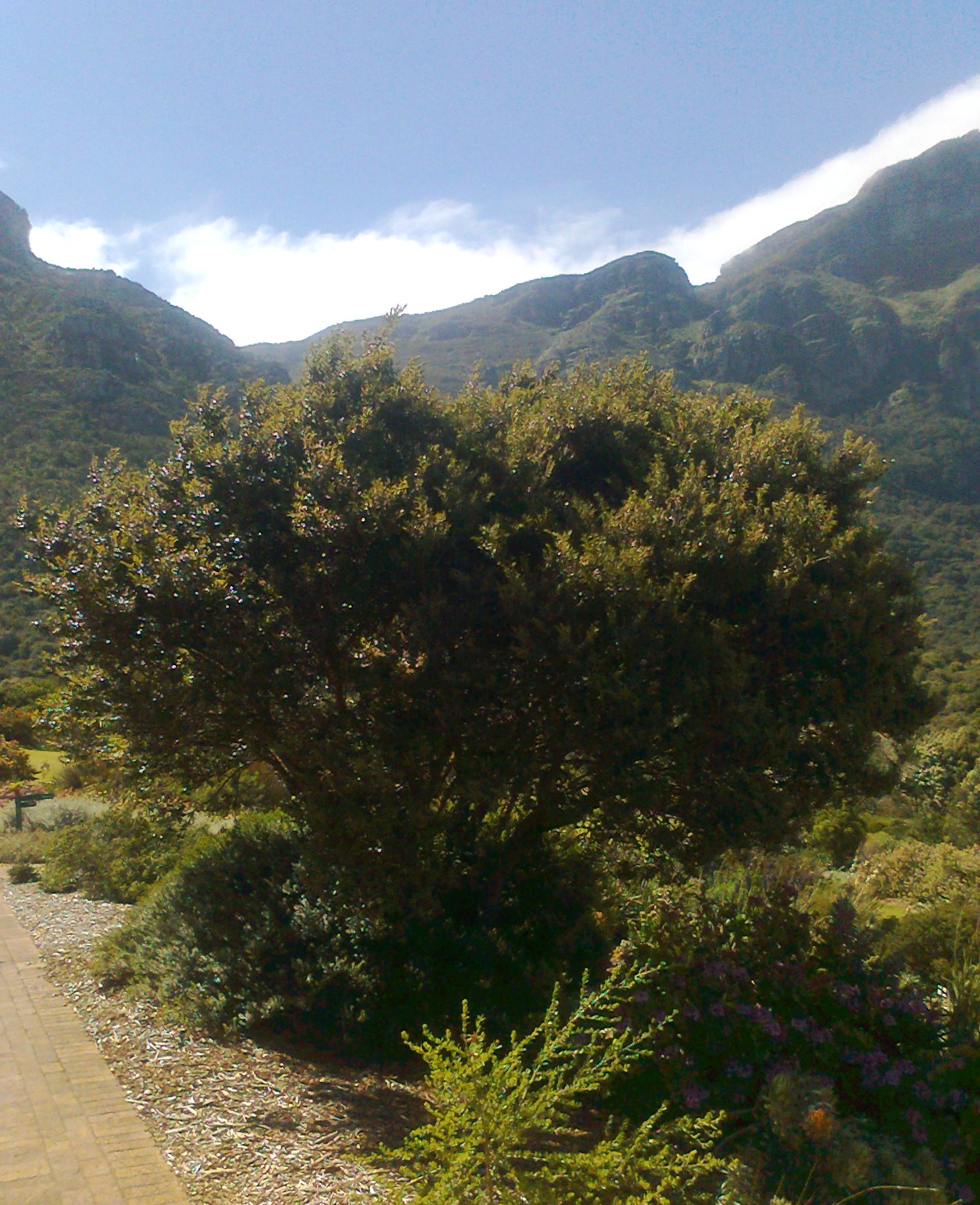
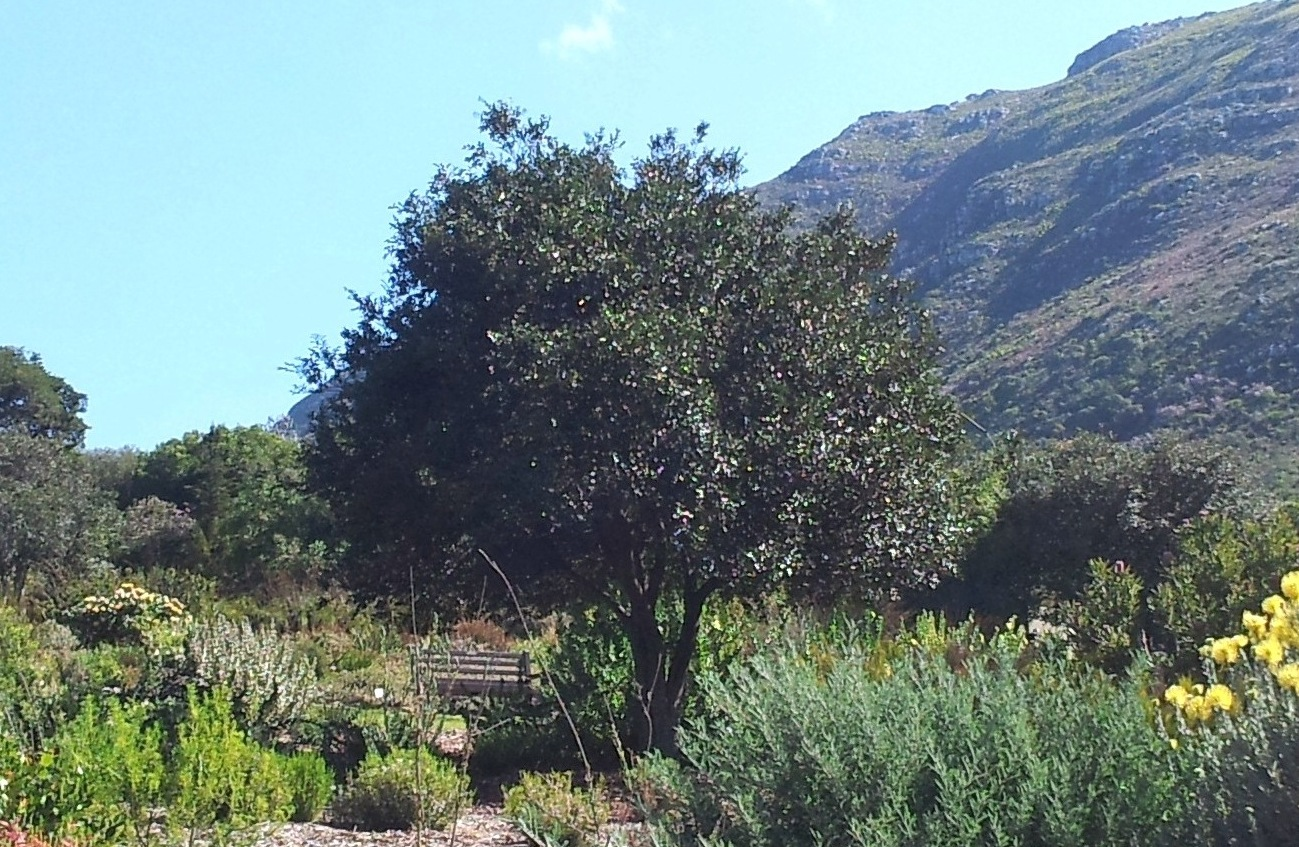